# Одинцова, Елена Николаевна
Елена Николаевна Одинцо́ва (род. 19 марта 1963 года, Красноярск, РСФСР, СССР) — российская театральная актриса, заслуженная артистка Российской Федерации.

## Биография
Родилась 19 марта 1963 года в Красноярске.
В 1980 году окончила среднюю школу № 81 города Красноярска с золотой медалью. Дополнительно обучалась в течение семи лет в музыкальной школе № 4 города Красноярска по классу фортепиано.
В 1981 году поступила на театральный факультет Красноярского института искусств, мастер курса — режиссёр Красноярского драматического театра Генрих Сергеевич Оганесян.
В 1983 году перевелась в Свердловское театральное училище и окончила его в 1985 году, актёрское отделение, диплом с отличием. Мастер курса — народный артист РСФСР, Алексей Васильевич Петров. Педагоги — заслуженный артист РСФСР Иосиф Менделевич Крапман, Азалия Всеволодовна Блинова (сценическая речь).
Прошла двухгодичную профессиональную переподготовку в Академии переподготовки работников культуры, искусства и туризма (АПРИКТ), на кафедре театрального искусства, в городе Москве, по специальности режиссура драматического театра.
В 2013 году получила диплом государственного образца с отличием, с правом заниматься профессиональной деятельностью в области режиссуры драматического театра. Художественный руководитель курса — кандидат искусствоведения, доцент кафедры театрального искусства АПРИКТ, режиссёр Московского драматического театра им. Н. В. Гоголя Сорокин В. Н.

## Места работы
- Волгоградский ТЮЗ 1985—1987 годы.
- Кировский областной Ордена трудового Красного знамени драматический театр им. С. М. Кирова — с 1987 года.

## Награды
- Звание «Заслуженный артист РФ», присвоено в 2010 году.
- Почётная грамота Министерства культуры РФ и ЦК российского профсоюза работников культуры, 2002 год.
- Почётная грамота СТД РФ и др.

Публикации в СМИ, как региональных, так и центральных («Литературная газета»)

## Наиболее значимые роли
- Мария («Звёзды на утреннем небе» А. Галина).
- Марианна («Тартюф» Мольера).
- Кэрол («Орфей спускается в ад» Т. Уильямса).
- царица Анна («Василиса Мелентьева» Островского).
- Жанна («Вторая смерть Жанны Д’арк» С. Цанева).
- Поликсена («Правда — хорошо, а счастье лучше» Островского).
- Донья Магдалена («Ревнивая к себе самой» Тирсо де Молина).
- Любинька («Иудушка» по Салтыкову-Щедрину).
- Лили-Бэлл («Странная миссис Сэвидж» Д. Патрика).
- Наталья Ивановна («Три сестры» А. Чехова).
- Маша («Живой труп» Л. Толстого).
- Ниса («Юдифь» Е. Исаевой).
- Вера Сергеевна («Энергичные люди» В. Шукшина).
- Кабато («Ханума» Цагарели).
- Светлана («Соврёшь-умрёшь» по пьесе Ю. Полякова «Одноклассница»).
- Дарья Ивановна («Провинциалка» И. Тургенева).
- Людмила («Поздняя любовь» А. Островского).
- Элизабет («Убийство Гонзаго» Йорданова).

За исполнение роли Сильвии в спектакле «Сильвия» А. Герни и Элизабет в спектакле «Королевская мышеловка» («Убийство Гонзаго») — призы Кировского отделения СТД РФ «Удача года» за лучшую женскую роль.

## Педагогическая деятельность
- театральное отделение в Школе искусств, г. Киров — присвоена высшая педагогическая категория сроком на пять лет;
- актёрское мастерство с детьми-вокалистами в Детской филармонии, г. Киров;
- семинары по сценической речи с журналистами местных телевизионных каналов;
- режиссёрская и педагогическая работа с любительскими коллективами.

## Режиссёрские работы в Кировском областном драматическом театре
- «Уличённая ласточка» Н. Садур (экспериментальная сцена) — приз Кировского отделения СТД РФ за лучшую режиссуру.
- «Жизель» О. Михайловой (экспериментальная сцена) .
- «Холостяк» И. Тургенева (большая сцена).
- «Поздняя любовь» А. Островского (большая сцена) — приз Кировского отделения СТД РФ за лучшую режиссуру; дипломы участника фестивалей «Дни Островского в Костроме» и «Театрального фестиваля имени Н. Х. Рыбакова» в г. Тамбов, диплом за лучшую женскую роль — нар. арт. РФ Г. Малышева в Костроме, «Лучший молодой дуэт»- арт. И. Шевелёв и О. Вихарева в Костроме, дипломы и призы в Тамбове (нар. арт. РФ Г. Малышева, нар. арт. РФ Н. Исаева, арт О. Вихарева).
- «Скандальное происшествие» Д. Пристли (большая сцена).
- «Провинциалка» И. Тургенева (большая сцена) — диплом участника «Северного театрального фестиваля, посвящённого 150-летию К. С. Станиславского» в г. Сыктывкар, статья «Провинциалка» и провинциалы" А. А. Кузнецовой в «Литературной газете», за 19-25 июня 2013 г.
- «День рождения принцессы» Ольшанского (большая сцена, детский спектакль).
- «Волшебник Изумрудного города» по произведениям Волкова, инсценировка Е. Одинцовой (большая сцена, детский спектакль).
- «Пеппи Длинныйчулок» по произведениям А. Линдгрен, инсценировка Е. Одинцовой (большая сцена, детский спектакль).

## Режиссёрские работы в других театрах
- «Бамбуковый остров» Богачёвой в Чувашском академическом драматическом театре им. К. Иванова

## Независимые театральные проекты
- «Цыганы» А. Пушкина.
- «Прощай, моя сказка», история любви Сергея Есенина и Айседоры Дункан, пьеса Е. Одинцовой — диплом участника 2-го Всероссийского конкурса исполнителей есенинской поэзии «Я сердцем никогда не лгу» в г. Рязань.
- «Счастливые дни» С. Беккета — роль Винни, режиссёр Н. Жданова (выпускница ГИТИСа, мастерская П. Фоменко).

## Семья
Родители: Антонина Васильевна Одинцова (в девичестве — Борисова) и Николай Васильевич Одинцов, педагоги, ветераны труда, мама имеет знак «Отличник образования». Официальный брак и развод с артистом театра П. А. Медведевым, от брака две дочери, актрисы. Семейные отношения (без официальной регистрации брака) с Е. К. Степанцевым, вплоть до его смерти 27.08.2014 года.